# Albert Fert
Albert Fert   (Carcassona, 7 de març de 1938) és un físic francès que ha estat guardonat amb el Premi Nobel de Física l'any 2007.

## Biografia
Va estudiar física a l'Escola Normal Superior de París, en la qual es va graduar el 1962, i posteriorment amplià els seus estudis a la Universitat de París i el 1970 realitzà el seu doctorat a la Universitat de París-Sud.
Des del 1962 fins al 1964 fou professor ajudant a la Universitat de Grenoble.
Des del 1965 fins al 1976 fou professor ajudant a la Universitat de París-Sud (Orsay). L'any 1971 fou investigador postdoctoral a la Universital de Leeds, al Regne Unit.
Actualment és professor en aquesta última universitat i és director científic d'un laboratori comú entre el Centre Nacional de la Recerca Científica (CNRS) i el grup tecnològic francès Thales. Des del 2004 és membre de l'Acadèmia Francesa de Ciències.
Té una segona residència a Banyuls i es declara enamorat de l'Empordà.

## Recerca científica
L'activitat científica d'Albert Fert s'ha centrat en treballs experimentals i teòrics en el camp de la Física de la Matèria Condensada (metalls i aliatges, magnetisme, vidres d'espí, transport electrònic, nanoestructures magnètiques i electrònica d'espí). Ha fet contribucions pioneres, fonamentalment relacionades amb el transport de càrrega depenent de l'espí.
Albert Fert ha col·laborat estretament amb diferents centres de recerca i laboratoris del campus de la Universitat Autònoma de Barcelona, especialment amb l'Institut de Ciència de Materials de Barcelona (ICMAB), que forma part del Parc de Recerca de la Universitat Autònoma de Barcelona. Ha estat vinculat també amb altres institucions científiques i universitàries catalanes, destacant la seva col·laboració activa en la creació de l' Institut Català de Nanociència i Nanotecnologia, centre del Parc de Recerca de la Universitat Autònoma de Barcelona, pel que fa a les línies de recerca que s'hi desenvolupen.
L'any 1988 va descobrir la magnetoresistència gegant (GMR) mitjançant l'ús del ferro i el crom, una tecnologia utilitzada avui en dia en la lectura dels dics durs i que ha permès l'augment de la seva capacitat d'emmagatzematge (gigabyte) i la seva reducció de mida. De manera independent l'alemany Peter Grünberg descobrí aquest mateix fenomen al centre de recerca i investigació de Jülich (Alemanya).

## Premis i distincions
L'any 1994 fou guardonat amb el Premi internacional James C. McGroddy Prize for New Materials de la Societat Americana de Física (APS), juntament amb Peter Grünberg i S. S. P. Parkin. El mateix any li atorgaren el Premi de magnetisme de la IUPAP i el Premi de Física Jean Ricard de la Societat Francesa de Física (SFP).
L'any 1997 obtingué el Premi Europhysics de la Societat Europea de Física (EPS), amb Peter Grünberg i S. S. P. Parkin.
L'any 2003 fou guardonat amb la Medalla d'or del Centre Nacional per a la Recerca Científica (CNRS).
L'any 2007 va ser mereixedor del Premi Japan Prize de la Fundació de Ciència i Tecnologia del Japó (STFJ). Aquest mateix any, fou guardonat, conjuntament amb Peter Grünberg, amb el Premi Nobel de Física «pel descobriment de la magnetoresistència gegant».
El 21 de maig del 2009 va ser investit Doctor honoris causa per la Universitat Autònoma de Barcelona en reconeixement de la seva contribució a la comprensió del transport de càrrega elèctrica en sòlids, que ha significat un canvi important per a l'avenç de les tecnologies de la informació, i la seva cooperació amb les nostres institucions científiques.